# Circuit international de Sakhir
Le circuit international de Sakhir est le circuit du Grand Prix de Bahreïn de Formule 1 inauguré en 2004 lors du Grand Prix de Bahreïn 2004. Il est basé à Manama, la capitale de Bahreïn.

## Présentation
Le circuit international de Sakhir a été conçu, comme nombre de nouveaux circuits (Shanghai ou Sepang), par l'architecte allemand Hermann Tilke. Dans sa première configuration, Sakhir se caractérise par une succession de courtes lignes droites et de virages lents. Les grandes courbes rapides, qui rendent la course automobile spectaculaire en mettant en avant les qualités de pilotage des concurrents, sont absentes.
La construction du circuit de Sakhir était un objectif national pour l'émirat de Bahreïn, initié par le Prince Shaikh Salman ben Hamad Al Khalifa, fervent supporter de sports mécaniques et président honorifique de la Bahrain Motor Federation. Les organisateurs de la course, inquiets que le circuit ne soit terminé à temps, ont demandé que l'ouverture soit reportée d'une année, à la saison 2005. Cette demande a été refusée par Bernie Ecclestone qui considérait que bien que le circuit ne soit pas entièrement achevé, le Grand Prix 2004 pouvait se tenir.
Situé en plein désert, le circuit est sujet au dépôt de sable et les organisateurs sont contraints de pulvériser un produit adhésif autour de la voie pour garder le sable hors de la piste.

## Modification et extension

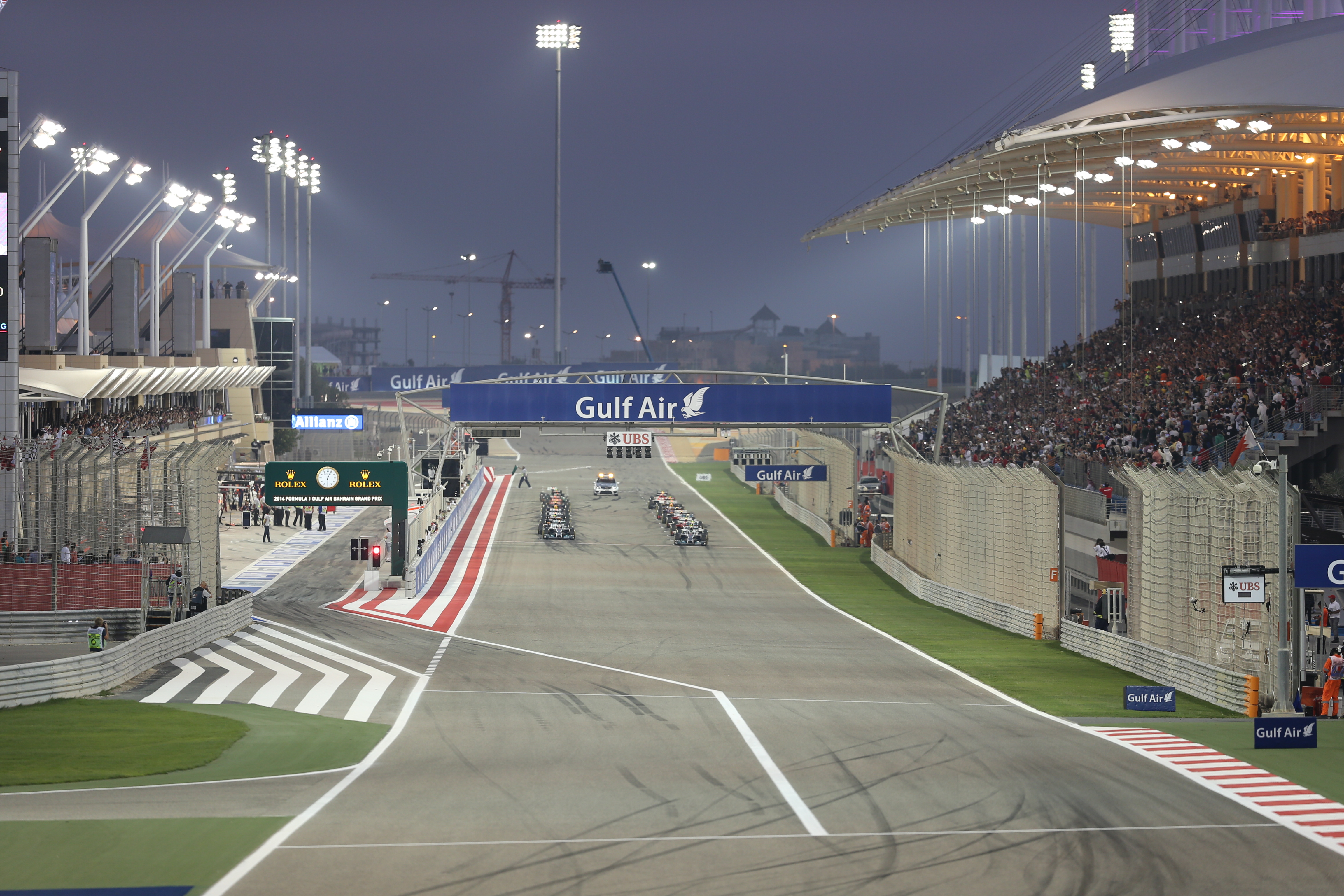
Premier départ en nocturne lors du Grand Prix 2014.

Le circuit qui accueille la manche inaugurale de la saison 2010 de Formule 1 n'est plus le même que lors des éditions précédentes. En effet, la course se déroule alors sur le grand développement initialement réservé aux épreuves d'endurance. Une section supplémentaire fait passer le développement de 5,411 à 6,299 km. Cette portion de 888 mètres se situe entre les anciens virages no 4 et no 5 et comporte neuf virages supplémentaires, ce qui porte le total à vingt-quatre courbes. Le circuit devient le deuxième plus long du calendrier après celui de Spa-Francorchamps.
Le 16 août 2010, la direction du circuit de Sakhir annonce un retour au tracé original de 5,411 kilomètres dès 2011.
Le président du circuit, Zayed Al Zayani, annonce le 8 septembre 2013 que le Grand Prix automobile de Bahreïn 2014 se dispute en nocturne afin de célébrer le dixième anniversaire de l'épreuve ; 495 pylônes de 10 à 45 mètres de hauteur sont installés autour du circuit pour son éclairage,,.
Début 2014, le premier virage du circuit est nommé « Michael Schumacher ».
En 2020, la refonte du calendrier due à la pandémie de coronavirus permet au circuit d'accueillir deux épreuves pour le championnat du monde de Formule 1 2020 avec le Grand Prix de Bahreïn utilisant le classique circuit de Grand Prix tandis que le Grand Prix de Sakhir utilise le tracé externe, qualifié d'« ovale » par les organisateurs.

## Tracés

Circuit de Grand Prix (5,412 km)
Circuit d'endurance (6,299 km)
Ovale plat (2 km)
Circuit intérieur (2,550 km)
Circuit externe (3,664 km)
Circuit du paddock (3,700 km)

## Palmarès des Grand Prix de Formule 1

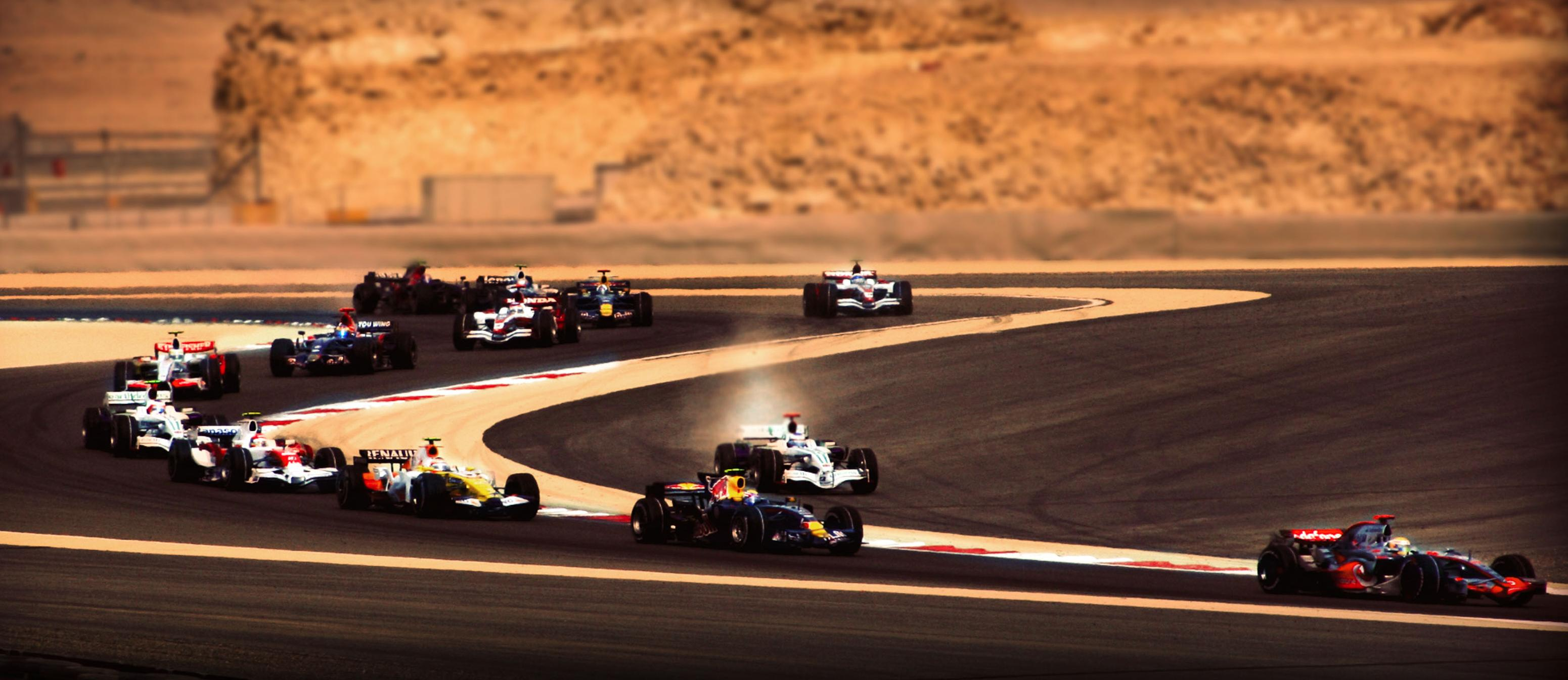
Le premier tour du Grand Prix 2008 : Lewis Hamilton mène le peloton tandis que Jenson Button est sorti de la piste et que Sebastian Vettel, est en tête-à-queue à l'arrière-plan.

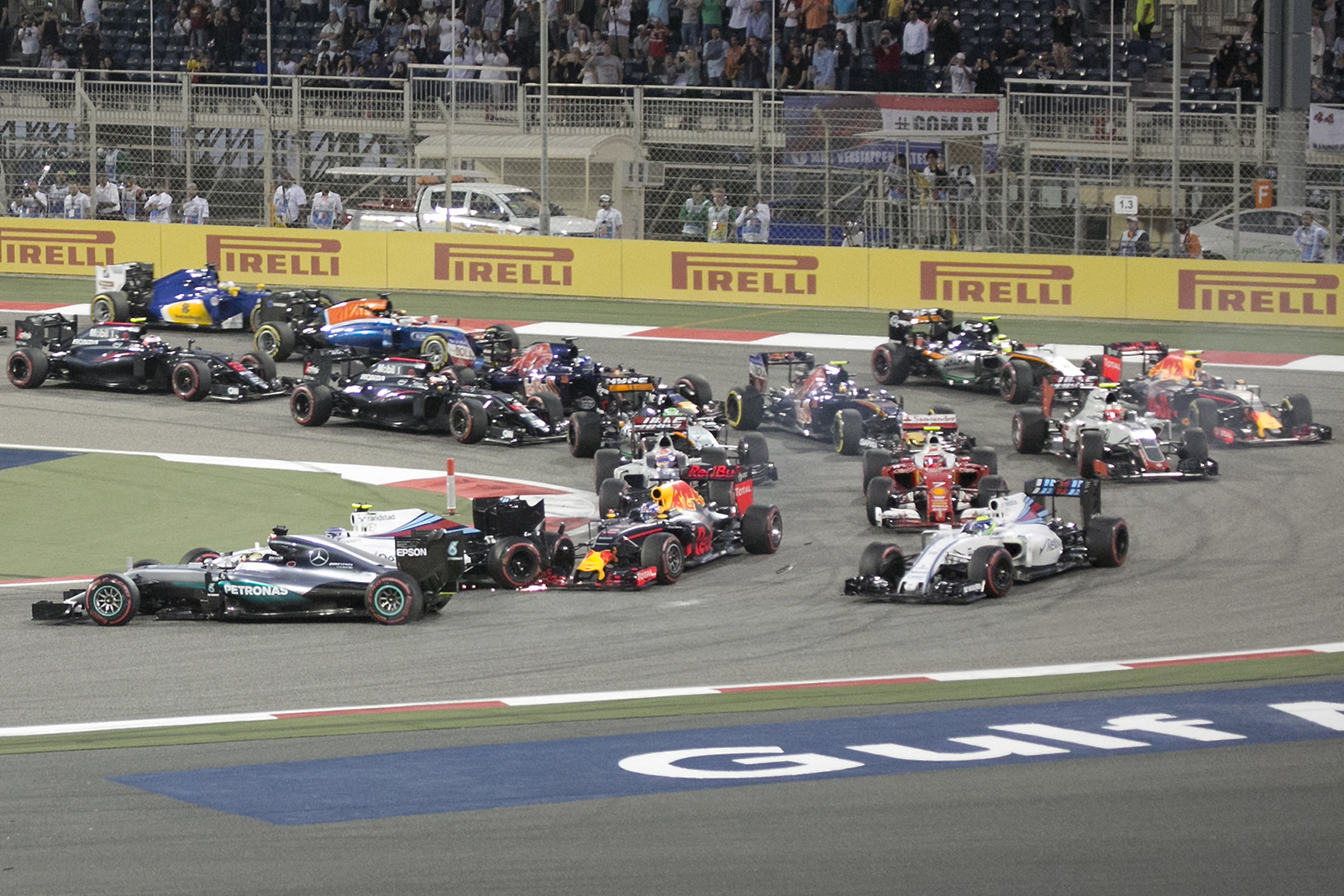
Départ en nocturne du Grand Prix 2016.

| Année       | Vainqueur          | Écurie                    | Résultats |
| 2004        | Michael Schumacher | Ferrari                   | Résultats |
| 2005        | Fernando Alonso    | Renault                   | Résultats |
| 2006        | Fernando Alonso    | Renault                   | Résultats |
| 2007        | Felipe Massa       | Ferrari                   | Résultats |
| 2008        | Felipe Massa       | Ferrari                   | Résultats |
| 2009        | Jenson Button      | Brawn-Mercedes            | Résultats |
| 2010        | Fernando Alonso    | Ferrari                   | Résultats |
| 2011        | Non couru          | Non couru                 | Non couru |
| 2012        | Sebastian Vettel   | Red Bull-Renault          | Résultats |
| 2013        | Sebastian Vettel   | Red Bull-Renault          | Résultats |
| 2014        | Lewis Hamilton     | Mercedes                  | Résultats |
| 2015        | Lewis Hamilton     | Mercedes                  | Résultats |
| 2016        | Nico Rosberg       | Mercedes                  | Résultats |
| 2017        | Sebastian Vettel   | Ferrari                   | Résultats |
| 2018        | Sebastian Vettel   | Ferrari                   | Résultats |
| 2019        | Lewis Hamilton     | Mercedes                  | Résultats |
| 2020        | Lewis Hamilton     | Mercedes                  | Résultats |
| Sakhir 2020 | Sergio Pérez       | Racing Point-BWT Mercedes | Résultats |
| 2021        | Lewis Hamilton     | Mercedes                  | Résultats |
| 2022        | Charles Leclerc    | Ferrari                   | Résultats |
| 2023        | Max Verstappen     | Red Bull-Honda RBPT       | Résultats |
| 2024        | Max Verstappen     | Red Bull-Honda RBPT       | Résultats |
| 2025        | Oscar Piastri      | McLaren-Mercedes          | Résultats |

### Classement des pilotes par nombre de victoires
| Nombre de victoires | Pilote             | Années                             |
| ------------------- | ------------------ | ---------------------------------- |
| 5 victoires         | Lewis Hamilton     | - 2014 - 2015 - 2019 - 2020 - 2021 |
| 4 victoires         | Sebastian Vettel   | - 2012 - 2013 - 2017 - 2018        |
| 3 victoires         | Fernando Alonso    | - 2005 - 2006 - 2010               |
| 2 victoires         | Felipe Massa       | - 2007 - 2008                      |
| 2 victoires         | Max Verstappen     | - 2023 - 2024                      |
| 1 victoire          | Michael Schumacher | 2004                               |
| 1 victoire          | Jenson Button      | 2009                               |
| 1 victoire          | Nico Rosberg       | 2016                               |
| 1 victoire          | Sergio Pérez       | Sakhir 2020                        |
| 1 victoire          | Charles Leclerc    | 2022                               |
| 1 victoire          | Oscar Piastri      | 2025                               |

| Pos. | Nation      | Victoires |
| ---- | ----------- | --------- |
| 1er  | Royaume-Uni | 6         |
| 1er  | Allemagne   | 6         |
| 3e   | Espagne     | 3         |
| 4e   | Brésil      | 2         |
| 4e   | Pays-Bas    | 2         |
| 5e   | Monaco      | 1         |
| 5e   | Mexique     | 1         |
| 5e   | Australie   | 1         |

### Classement des écuries par nombre de victoires
| Nombre de victoires | Écurie          | Années                                           |
| ------------------- | --------------- | ------------------------------------------------ |
| 7 victoires         | Ferrari         | - 2004 - 2007 - 2008 - 2010 - 2017 - 2018 - 2022 |
| 6 victoires         | Mercedes        | - 2014 - 2015 - 2016 - 2019 - 2020 - 2021        |
| 4 victoires         | Red Bull Racing | - 2012 - 2013 - 2023 - 2024                      |
| 2 victoires         | Renault         | - 2005 - 2006                                    |
| 1 victoire          | Brawn GP        | 2009                                             |
| 1 victoire          | Racing Point    | Sakhir 2020                                      |
| 1 victoire          | McLaren         | 2025                                             |

| Pos. | Nation      | Victoires |
| ---- | ----------- | --------- |
| 1er  | Italie      | 7         |
| 2e   | Allemagne   | 6         |
| 3e   | Autriche    | 4         |
| 4e   | Royaume-Uni | 3         |
| 5e   | France      | 2         |

## Meilleurs tours en course
En mars 2024, les meilleurs tours en course sur le circuit international de Sakhir sont les suivants,
| Catégorie                                          | Pilote                                       | Véhicule                                     | Temps                                        | Épreuve                                                    | Date                                         |
| Circuit Grand Prix : 5,412 km (2005–présent)       | Circuit Grand Prix : 5,412 km (2005–présent) | Circuit Grand Prix : 5,412 km (2005–présent) | Circuit Grand Prix : 5,412 km (2005–présent) | Circuit Grand Prix : 5,412 km (2005–présent)               | Circuit Grand Prix : 5,412 km (2005–présent) |
| -------------------------------------------------- | -------------------------------------------- | -------------------------------------------- | -------------------------------------------- | ---------------------------------------------------------- | -------------------------------------------- |
| Formule 1                                          | Pedro de la Rosa                             | McLaren MP4-20                               | 1:31.447                                     | Grand Prix automobile de Bahreïn 2005                      | 3 avril 2005                                 |
| LMP1                                               | Lucas di Grassi                              | Audi R18                                     | 1:41.511                                     | 6 Heures de Bahreïn 2016                                   | 19 novembre 2016                             |
| FIA F2                                             | Amaury Cordeel                               | Dallara F2 2018                              | 1:43.848                                     | 2022 Sakhir Formula 2 round                                | 19 mars 2022                                 |
| LMP2                                               | Paul di Resta                                | Oreca 07                                     | 1:48.579                                     | 8 Heures de Bahreïn 2019                                   | 14 décembre 2019                             |
| Le Mans Hypercar                                   | Sébastien Buemi                              | Toyota GR010 Hybrid                          | 1:48.926                                     | 6 Heures de Bahreïn 2021                                   | 30 octobre 2021                              |
| FIA F3                                             | Dino Beganovic                               | Dallara F3 2019                              | 1:50.261                                     | 2024 Sakhir Formula 3 round                                | 2 mars 2024                                  |
| LMDh                                               | Neel Jani                                    | Porsche 963                                  | 1:51.016                                     | 8 Heures de Bahreïn 2023                                   | 4 novembre 2023                              |
| GT3                                                | Ben Barnicoat                                | McLaren 720S GT3                             | 2:00.675                                     | 12 Heures d'Abou Dabi 2020                                 | 9 janvier 2021                               |
| Formule 4                                          | Suleiman Zanfari                             | Tatuus F4-T421                               | 2:05.437                                     | 2023 F4 Saudi Arabian Trophy                               | 15 décembre 2023                             |
| TCR Touring Car                                    | Norbert Michelisz                            | Hyundai Elantra N TCR                        | 2:11.155                                     | WTCR Course de Bahrain 2022                                | 11 novembre 2022                             |
| GT4                                                | Khaled Alahmadi                              | Porsche 718 Cayman GT4 Clubsport             | 2:11.675                                     | 2022 1st Sakhir Porsche Sprint Challenge Middle East round | 19 mars 2022                                 |
| Circuit long (Endurance) : 6,299 km (2005–présent) |                                              |                                              |                                              |                                                            |                                              |
| Formule 1                                          | Fernando Alonso                              | Ferrari F10                                  | 1:58.287                                     | Grand Prix automobile de Bahreïn 2010                      | 14 mars 2010                                 |

## Jeux vidéo
Le circuit est présent dans les jeux vidéo suivants :
- Formula One 04
- Formula One 05
- Formula One 06
- F1 2009
- F1 2010
- F1 2012
- F1 2013
- F1 2014
- F1 2015
- F1 2016
- F1 2017
- F1 2018
- F1 2019
- F1 2020
- F1 2021
- F1 22
- F1 23
- F1 24
- F1 25
- Formula One Championship Edition
- ING Renault F1 Team
- MiniDrivers
- TOCA Race Driver 3